# HD 94619
HD 94619，又名BD-19 3134，SAO 179334、HR 4261，是一颗恒星，视星等为6.44，位于銀經269.45，銀緯34.54，其B1900.0坐标为赤經10h 50m 18.7s，赤緯-20° 34.54′ 55″。